# لاري كينون
لاري كينون (بالإنجليزية: Larry Kenon)‏ مواليد 13 ديسمبر 1952 في برمنغهام، هو لاعب كرة سلة أمريكي معتزل. بدأ مسيرته الاحترافية في سنة 1973. تم اختياره من قبل فريق ديترويت بيستونز خلال الدرافت. يبلغ طوله 6 قدم 9 بوصة (2.1 م). اعتزل اللعب في 1983. شارك مرتين في مباراة كل النجوم. أحرز خلال مسيرته في الإن بي إيه 12954 نقطة بمعدل 17.2 نقطة في المباراة الواحدة.

## المسيرة الاحترافية
لعب مع بروكلين نتس من سنة 1973 إلى 1975، ثم لعب مع سان أنطونيو سبرز في سنة 1980، ثم لعب مع شيكاغو بولز من سنة 1980 إلى 1983، ثم لعب مع غولدن ستايت ووريورز في موسم 1982–1983، ثم لعب مع كليفلاند كافالييرز في سنة 1983.

## روابط خارجية
- لاري كينون على موقع إن بي أي (الإنجليزية)
- لاري كينون على موقع سبورتس رفرنس (الإنجليزية)
- لاري كينون على موقع كلية كرة السلة في سبورتس رفرنس.كوم (الإنجليزية)
- لاري كينون على موقع ريلجم (الإنجليزية)
- لاري كينون على موقع بروبوليرز (الإنجليزية)